# ナマステ (曲)
『ナマステ』（英語表記:Namaste）は、1981年1月1日に発売された、日本のロックバンド・ゴダイゴの17枚目のシングルである。

## 概要
- TV・サウンドトラックなどタイアップが無い唯一の楽曲。
- ジャケット・デザイン（デザイン：森島紘）は、上部に右側「ナマステ」「Namaste」と右から並び、左側にゴダイゴの文字が、それぞれ縦列で記載。下部に、ゴダイゴのメンバーが全日空の航空機からタラップに乗って降りる写真。

## 収録曲
※　作詞：奈良橋陽子（英語詞）、山川啓介（A面のみの日本語詞担当）、作曲：タケカワユキヒデ、編曲：ミッキー吉野。
1. ナマステ
2. NAMASTE
  - 「ナマステ」の英語版。1980年10月23日および24日に中国・天津市の第一請工人文化宮劇場で開催された「第一回中日友好音楽祭」に出演した時のライヴ・アルバム「中国 后醍醐」からのシングルカット。